# 74 Galatea
Galatea (asteroide 74) é um asteroide da cintura principal com um diâmetro de 118,71 quilómetros, a 2,11195134 UA. Possui uma excentricidade de 0,23987343 e um período orbital de 1 691,58 dias (4,63 anos).
Galatea tem uma velocidade orbital média de 17,86873254 km/s e uma inclinação de 4,07513502º.
Este asteroide foi descoberto em 29 de Agosto de 1862 por Ernst Tempel. Seu nome vem da personagem mitológica grega Galateia.